# 太平洋分性双吸虫
太平洋分性双吸虫（学名：Gonpodasmius pacificus）为囊双科分性双吸虫属的动物。分布于太平洋，包括南海等海域，营寄生生活，宿主石斑鱼，寄生部位为鳃丝。